# I racconti del Don
I racconti del Don sono dei racconti dello scrittore russo Michail Aleksandrovič Šolochov, Premio Nobel per la letteratura nel 1965, pubblicati nel 1925. Nell'opera lo scrittore unì il realismo tolstojano alla violenta espressività del folclore cosacco tracciando l'epopea del popolo cosacco durante la rivoluzione bolscevica.